# 新阿里卡區
新阿里卡區（西班牙語：Distrito de Nueva Arica），是秘魯的一個區，位於該國西北部蘭巴耶克大區的奇克拉約省，始建於1944年1月25日，面積208.63平方公里，海拔高度205米，2005年人口2,625，人口密度每平方公里13人。